# Arnaud de Comps

Arnaud de Comps

Großmeisterwappen von Arnaud de Comps

Arnaud de Comps oder Arnold von Comps (auch Arnaldo, Arnoldus Compensis, Arnaldus de Comps) († 1163) war von 1162 bis zu seinem Tod der vierte Großmeister des Johanniterordens.
Arnaud stammte aus einer angesehenen Adelsfamilie aus Comps-sur-Artuby, die in der Dauphiné und Provence einigen Einfluss besaß.
Nachdem Auger de Balben in hohem Alter 1162 gestorben war, wurde Arnaud, der nicht jünger als sein Vorgänger war, zu dessen Nachfolger als Großmeister gewählt. Er starb bereits kurz nach seinem Amtsantritt, spätestens im Januar 1163.